# Christopher Heino-Lindberg
Christopher Heino-Lindberg (né le 29 janvier 1985 à Helsingborg en Suède) est un joueur professionnel suédois de hockey sur glace. Il évolue au poste de gardien de but.

## Biographie

### Carrière en club
En 2002, il débute avec le Hammarby IF dans l'Allsvenskan, le deuxième niveau suédois. Il est repêché par les Canadiens de Montréal en sixième ronde à la 177e position lors du repêchage d'entrée dans la LNH 2003. Il remporte l'Elitserien 2005-2006 avec le Färjestads BK. En 2008-2009, il s'établit comme le gardien de but titulaire de l'AIK IF dans l'Allsvenskan. L'équipe accède à l'Elitserien à l'issue de la saison 2009-2010. Lors de la campagne 2010-2011, Heino-Lindberg ne dispute que quatre rencontres en raison d'une blessure à l'aine qui a nécessité une opération.

### Carrière internationale
Il représente l'équipe de Suède en sélections jeunes. Il participe aux championnats du monde moins de 18 ans 2002 et 2003 puis au championnat du monde junior 2005.

## Trophées et honneurs personnels

### TV Pucken
- 2001 : nommé meilleur gardien.
- 2001 : meilleur pourcentage d'arrêts.
- 2001 : nommé meilleure moyenne de buts alloués.

### Allsvenskan
- 2009 : meilleur pourcentage d'arrêts.
- 2009 : nommé meilleure moyenne de buts alloués.